# Donja Kupinovica
Donja Kupinovica (cyr. Доња Купиновица) – wieś w Serbii, w okręgu jablanickim, w mieście Leskovac. W 2011 roku liczyła 46 mieszkańców.